# Mniobryoides
Mniobryoides là một chi rêu trong họ Bryaceae.